# 이치란

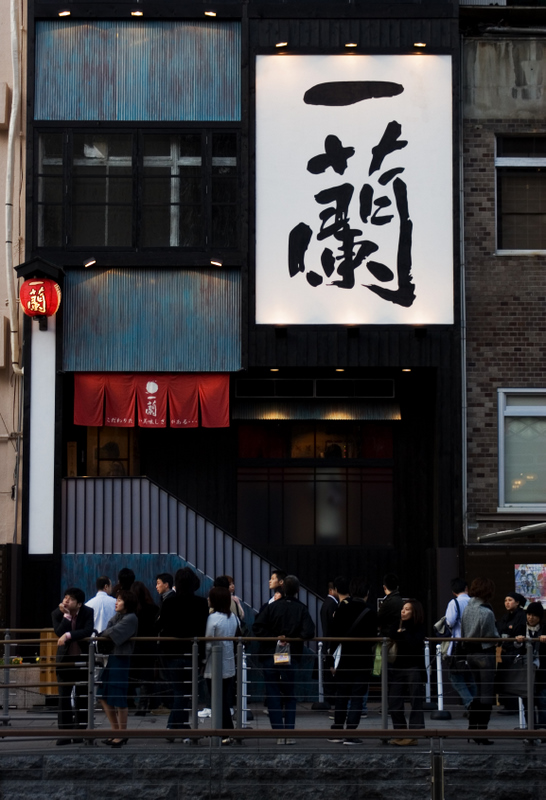
이치란

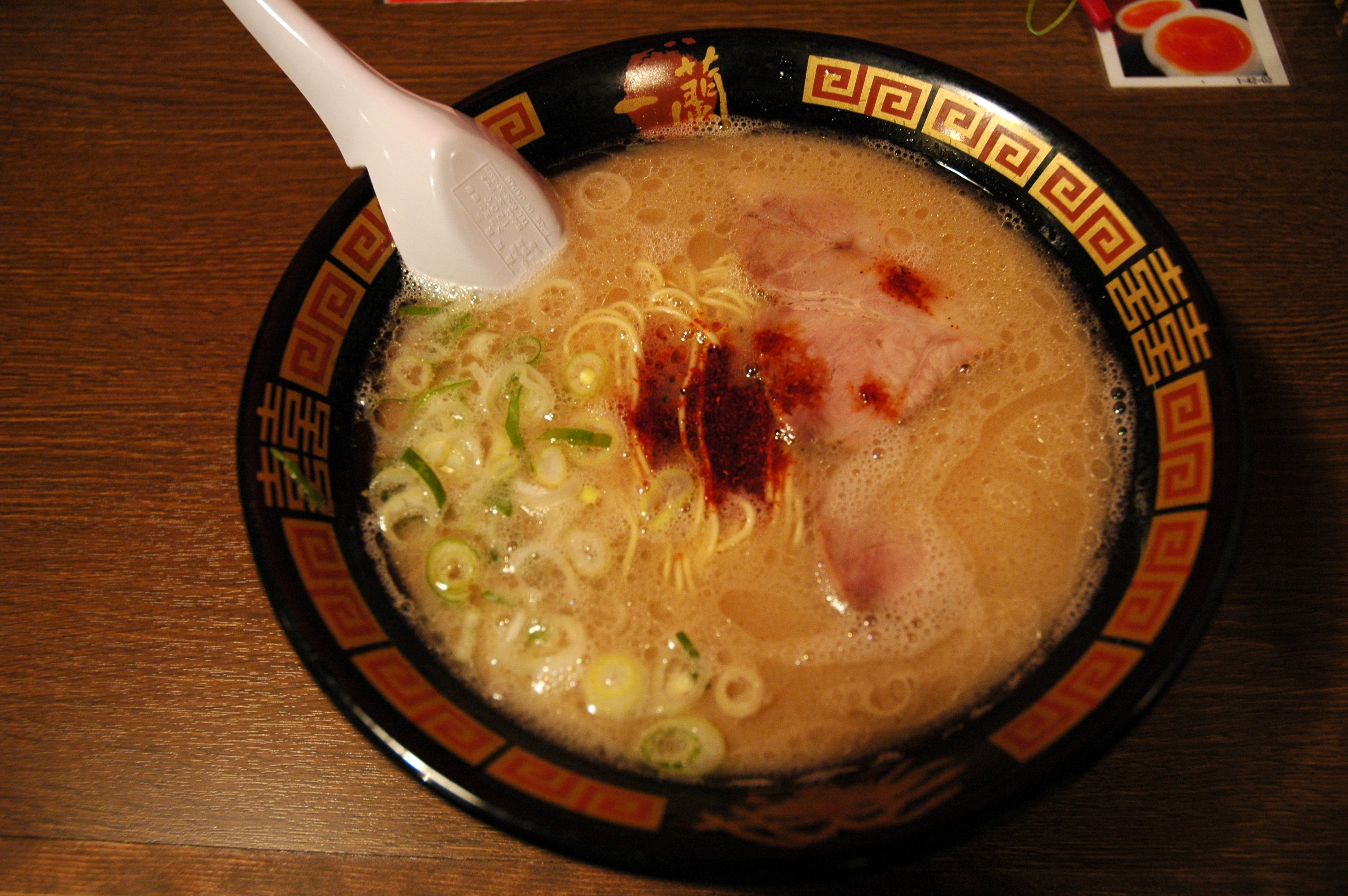
이치란 라멘

이치란(일본어: 一蘭)은 일본 후쿠오카를 대표하는 라멘 전문점이다. 마늘, 버섯, 달걀, 돼지고기 등의 토핑이 있으며, 자신만의 맛을 즐길 수 있는 맛 집중 시스템으로 외국인용 주문지도 있다.
돈코츠 라멘을 전문으로 하는 일본의 라멘 식품 서비스 업체이다. 체인 레스토랑은 1960년 후쿠오카에서 "후타바 라멘"이라는 이름의 라멘 노점으로 시작되었다. 이후 1966년에 "이치란"으로 이름이 바뀌었다. 30년 동안 한 곳에서 라멘을 제공해 온 후, CEO 요시토미 마나부의 리더십 하에 1993년에 첫 번째 컨셉 스토어를 열었고, 이것이 이 회사의 미래의 모든 이치란 라멘 가게 위치의 청사진이 되었다.

## 위치
2016년 11월 이치란 USA는 뉴욕 브루클린의 부시윅(Bushwick) 지역에 국수 공장과 레스토랑을 열었다. 2016년부터 주요 재료인 육수와 매콤한 레드 소스를 일본에서 수입하고 있다. 10년 동안 뉴욕에서 오픈을 시도했지만 규제와 물류 문제로 인해 맨해튼에 레스토랑을 오픈하겠다는 초기 계획을 포기했다.
2017년까지 이치란은 일본 전역에 65개 이상의 지점으로 확장했다. 일본 이외의 지역에서는 이치란이 홍콩, 타이페이, 타이중, 뉴욕 브루클린에 레스토랑을 운영하고 있다. 뉴욕 레스토랑의 가격은 비판을 받아왔다(돈코츠 라멘 가격은 18.90달러임). 이치란의 운영 이사인 이소다 하나는 가격이 뉴욕의 다른 최고 라면 레스토랑과 그리 차이나지 않는다고 주장한다. 브루클린 지점에는 테이블과 부스가 모두 있다. 솔로 다이닝 컨셉을 기반으로 한 맨해튼 미드타운 지점은 6번가와 7번가 (맨해튼) 사이의 웨스트 31번가에 오픈할 예정이다. 이치란은 2020년까지 최소 3개의 새로운 미국 매장을 오픈할 계획이었다.